# René Delin
René Delin was een Brussels schilder (1877–1961) die zich specialiseerde in dierenportretten. 
Delin leefde zijn hele leven in en om Brussel: Sint-Jans-Molenbeek, Merchtem, Ukkel... Hij stamde uit een familie waar zowel de interesse voor schilderen (zijn grootoom) als voor dierenteelt (zijn vader) aanwezig was. Zijn eerste werken zijn rustieke natuurscènes. 
Delin fokte zelf duiven, hoenders, konijnen, geiten en baardkrielen en was keurmeester op vele wedstrijden, waaronder tal van Wereldtentoonstellingen. Deze dieren schilderde hij nu eens hyperrealistisch en dan weer cartoonesk. Getuigen vertellen dat hij in een paar seconden een koe op een krijtbord toverde die zo levensecht leek "dat ze ieder ogenblik van het bord zou kunnen weglopen". Hij genoot dermate van het schilderen dat hij soms - voor cafévrienden - impulsief schetsen maakte op bierviltjes en zelfs een metalen dienplaat. In totaal zijn ongeveer 1300 originele werken geïdentificeerd: olieverf, aquarel, potlood- en pentekeningen en schetsen allerhande. Hij bleef schilderen tot drie jaar vóór zijn dood in 1961, toen reeds aan één oog blind.